# (34222) 2000 QS85
2000 QS85 (asteroide 34222) é um asteroide da cintura principal. Possui uma excentricidade de 0.11228740 e uma inclinação de 10.37107º.
Este asteroide foi descoberto no dia 25 de agosto de 2000 por LINEAR em Socorro.